# Y así
Y así – singiel austriackiego zespołu muzycznego Global.Kryner napisany przez członków zespołu – Christofa Spörka i Ediego Köhldorfera i promujący drugą płytę studyjną grupy zatytułowaną Krynology z 2005 roku.
W lutym 2005 roku utwór wygrał finał krajowych eliminacji eurowizyjnych Song.null.fünf po zdobyciu 102 punktów w głosowaniu jurorów i telewidzów, dzięki czemu został wybrany na propozycję reprezentującą Austrię w 50. Konkursie Piosenki Eurowizji organizowanym w Kijowie. 19 maja zespół zaprezentował utwór jako pierwszy w kolejności w półfinale widowiska i zajął z nim ostatecznie 21. miejsce na 25 wykonawców, przez co nie zakwalifikował się do finału.
Singiel dotarł do pierwszej trzydziestki austriackiej listy przebojów.

## Lista utworów
CD single
1. „Y así” – 3:00
2. „Dreaming” – 2:57

## Notowania na listach przebojów
| Kraj    | Lista (2005)   | Najwyższe miejsce |
| ------- | -------------- | ----------------- |
| Austria | Singles Top 75 | 23                |